# مارماهی بی‌رحم
مارماهی بی‌رحم (نام علمی: Synaphobranchidae) نام یک تیره از راسته مارماهی‌سانان است.